# 阿文图斯 (香水)
阿文图斯（或称拿破仑之水）是2010年9月上市的一款西普调果味淡香水，由英国小众香水品牌恺芮得推出。推出该款香水的目的是为了庆祝恺芮得成立250周年。

## 介绍
恺芮得第六代调香师奥利维尔·克里德（Olivier Creed）称，发明这款香水的灵感来自于拿破仑·波拿巴，因此香水的香气与拿破仑有关，像是使用了科西嘉岛（拿破仑出生地）的黑醋栗和路易斯安那州（拿破仑统治4年）的桦树。
截至2024年8月，100毫升的香水售价为495美元，50毫升的售价为365美元。

## 香气
阿文图斯是一款西普调果味香水，主要使用柑橘前调和动物基调，例如使用了橡苔和麝香。奥利维尔·克里德（Olivier Creed）称，这款香水和其他大多数香水不同，阿文图斯更注重基调，而非前调。奥利维尔·克里德称，之所以注重基调是为了让使用者可以花更多时间来充分欣赏香水。完整的嗅觉金字塔如下：
| 前调 | 苹果   | 黑加仑 | 菠萝     | 佛手柑 |
| 中调 | 杜松子 | 桦木   | 广藿香   | 茉莉花 |
| 基调 | 香草   | 麝香   | 橡树苔藓 | 龙涎香 |

| 前调 | 青苹果 | 紫罗兰叶 | 粉胡椒     | 卡拉布里亚佛手柑 |
| 中调 | 玫瑰   | 安息香   | 迈索尔檀香 | 迈索尔檀香       |
| 基调 | 桃     | 卡西斯   | 琥珀       | 依兰             |

## 衍生品
2010年发布了原版阿文图斯。之后几年推出了几款衍生品（原香变体）。
阿文图斯女士：2016年推出的一款女用香水，突出麝香、青苹果、佛手柑和黑醋栗的味道。
阿文图斯古龙水：新版男士古龙水，强调清新感，突出了橘子、桦树、生姜和香根草的味道。
阿文图斯极致： 最新推出的版本，限量发行。适合在较冷的天气使用，带有肉桂、广藿香和粉胡椒等浓重气味。

## 批评
阿文图斯香水因不同批次之间的香味和香气持久度不一样而受到批評。批评者称有些批次的水果味更浓，其他批次的香薰味更浓。虽然公司目前没有证实或解决该问题，但网上有很多人反映不同批次之间有差异的问题。新推出的版本比2020年之前的版本更受到批评。据信这是因为IFRA禁用了新铃兰醛，新铃兰醛是一种源自百合花的芳香化合物，可以使香水保持长久香气。

## 评论
| Basenotes          | [ 15 ] |
| Fragrantica        | [ 16 ] |
| 約翰路易斯         | [ 17 ] |
| 利寶百貨公司       | [ 18 ] |
| 诺德斯特龙百货公司 | [ 19 ] |

阿文图斯香水获得了时尚评论家和公众的普遍好评。香水网站Basenotes根据1312次投票的结果将其评为4.5星（满分5星）。2013年阿文图斯获得Basenotes颁发的最佳男士香水奖，还有Shortlist Grooming颁发的最佳小众香水奖。 2011年香水获得COPRA（化妆品和香水零售商协会）颁发的“限量发售的最佳新款男士香水奖”。2021年香水获得奥地利香水基金会颁发的DUFTSTARS奖。
恺芮得称，阿文图斯是公司250年的历史中最受欢迎的香水。Erwin Creed称，如果阿文图斯香水不受欢迎就不会在纽约麦迪逊大道开设精品店。